# Overlangel
Overlangel est un petit village néerlandais de la commune d'Oss au nord-est de la province du Brabant-Septentrional. Overlangel compte 493 habitants en 2005.

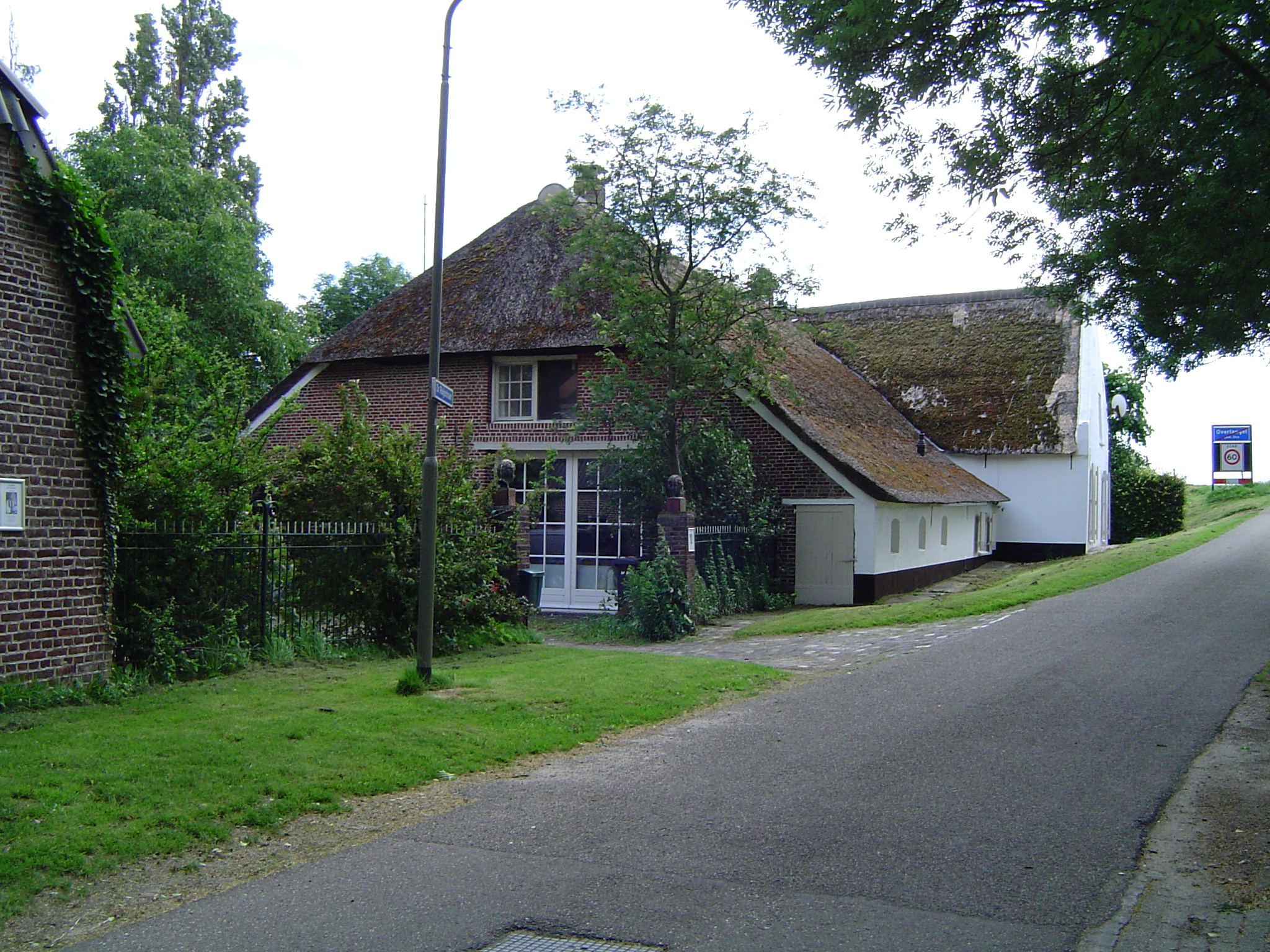
Overlangel, ferme historique.

## Histoire
Langel était le chef-lieu de l'ancienne Seigneurie de Langel, mentionné déjà dans un acte de 1191. Le nom vient de sa forme allongée le long de la rive gauche de la Meuse.

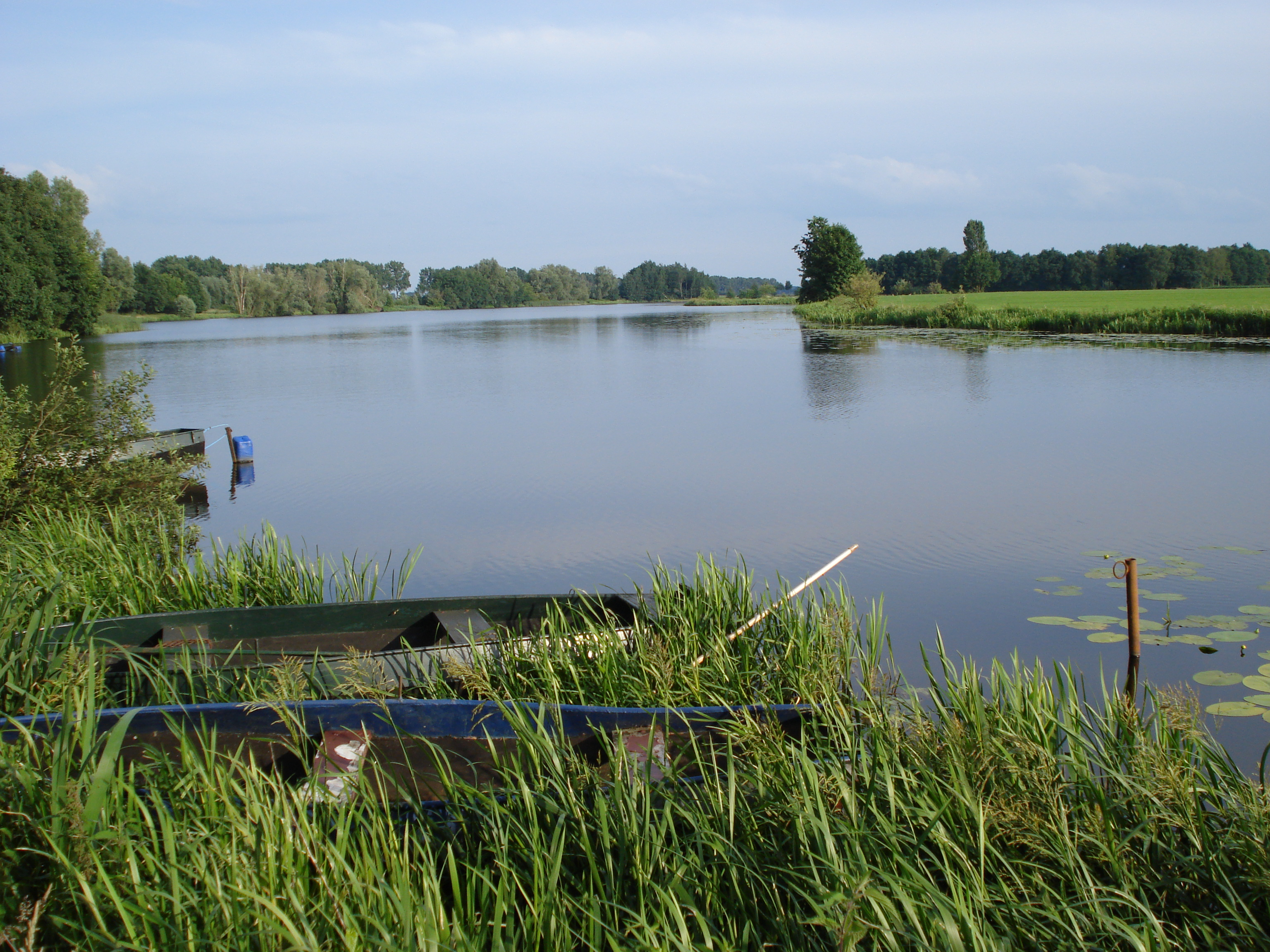
Overlangel, Hertogswetering, la section de Hamerspoel, ancien lit de la Meuse.

Langel était situé dans le Pays de Herpen. En 1380 le Seigneur de Herpen construit sur territoire de Langel un nouveau château, appelé Ravenstein, et donne le bourg au pied du château droit de ville. Ainsi le Pays de Herpen devient Pays de Ravenstein et Langel cède le pas à Ravenstein.
La part de son territoire au sud de Ravenstein devenait Overlangel et l'ancien chef-lieu Langel au nord deviendra plus tard Nederlangel, puis Neerlangel.
Overlangel va dépendre alors de la paroisse de Herpen. En 1811, à la formation des communes du nouveau Royaume uni des Pays-Bas, Overlangel, séparé de Langel, est rattaché à l'ancienne commune d'Herpen, qui en 1941 a été annexée par l'ancienne commune de Ravenstein. Fait exceptionnel, Ravenstein a choisi de s'attacher librement en 2003 à la commune d'Oss.

## L'ancien port
Overlangel, autrefois bien situé au bord de la Meuse, avait son essor dans la première moitié du XIXe siècle. Il y avait un port fluvial qui servait d'étape pour les bateaux à voile, et un chantier naval. Grâce à la commerce de blé, de vin, de charbon et de houblon, le village se développait avec des magasins et des cafés. Et une église.
Mais des années néfastes arrivent, d'abord par la venue des bateaux à vapeur, qui n'avaient pas besoin de faire étape ici, et ensuite par la canalisation de la Meuse, coupant le méandre de Keent et mettant le port de Overlangel à sec.

## L'église St. Antoine

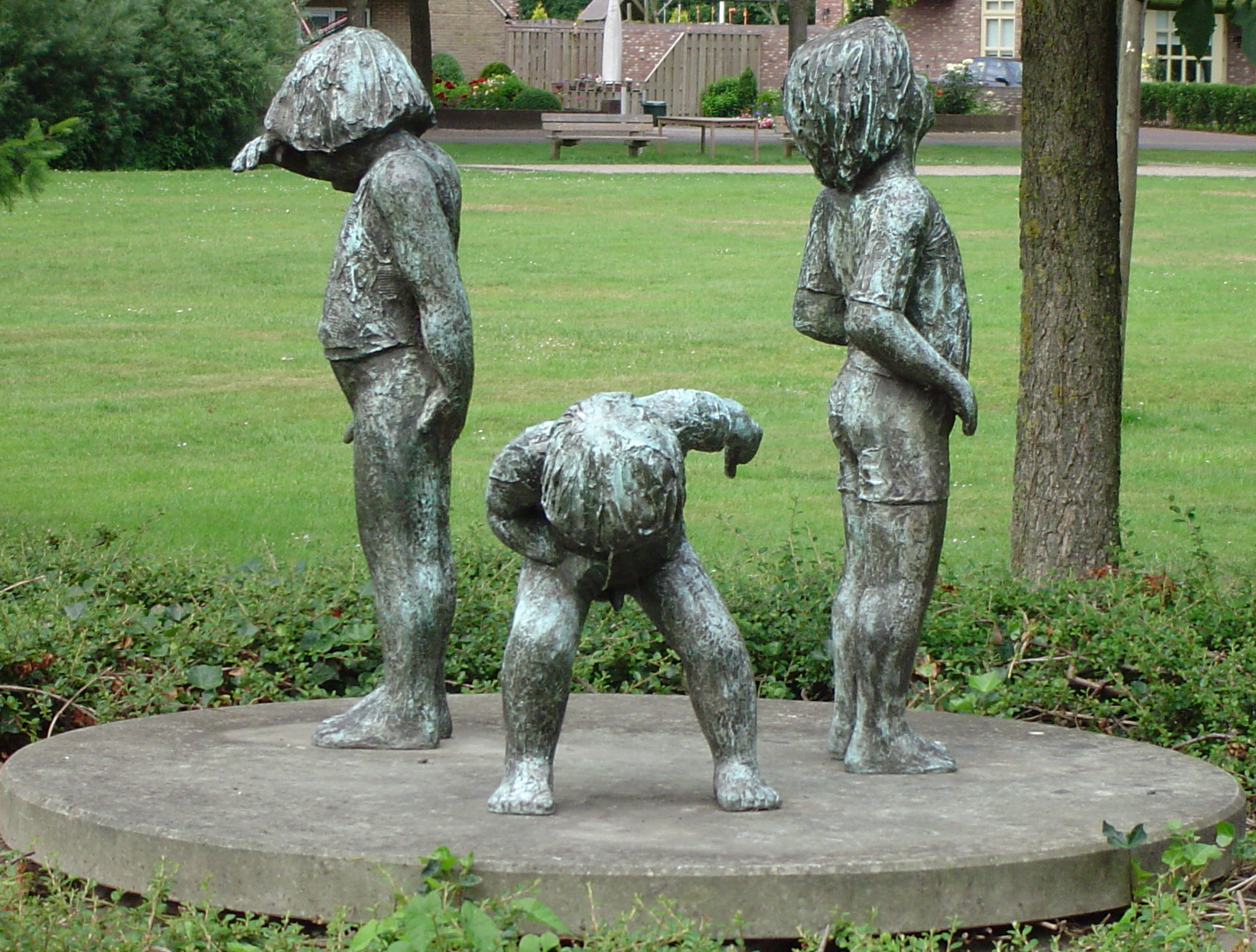
Enfants à la découverte (Joanika Ring, Overlangel 1995).

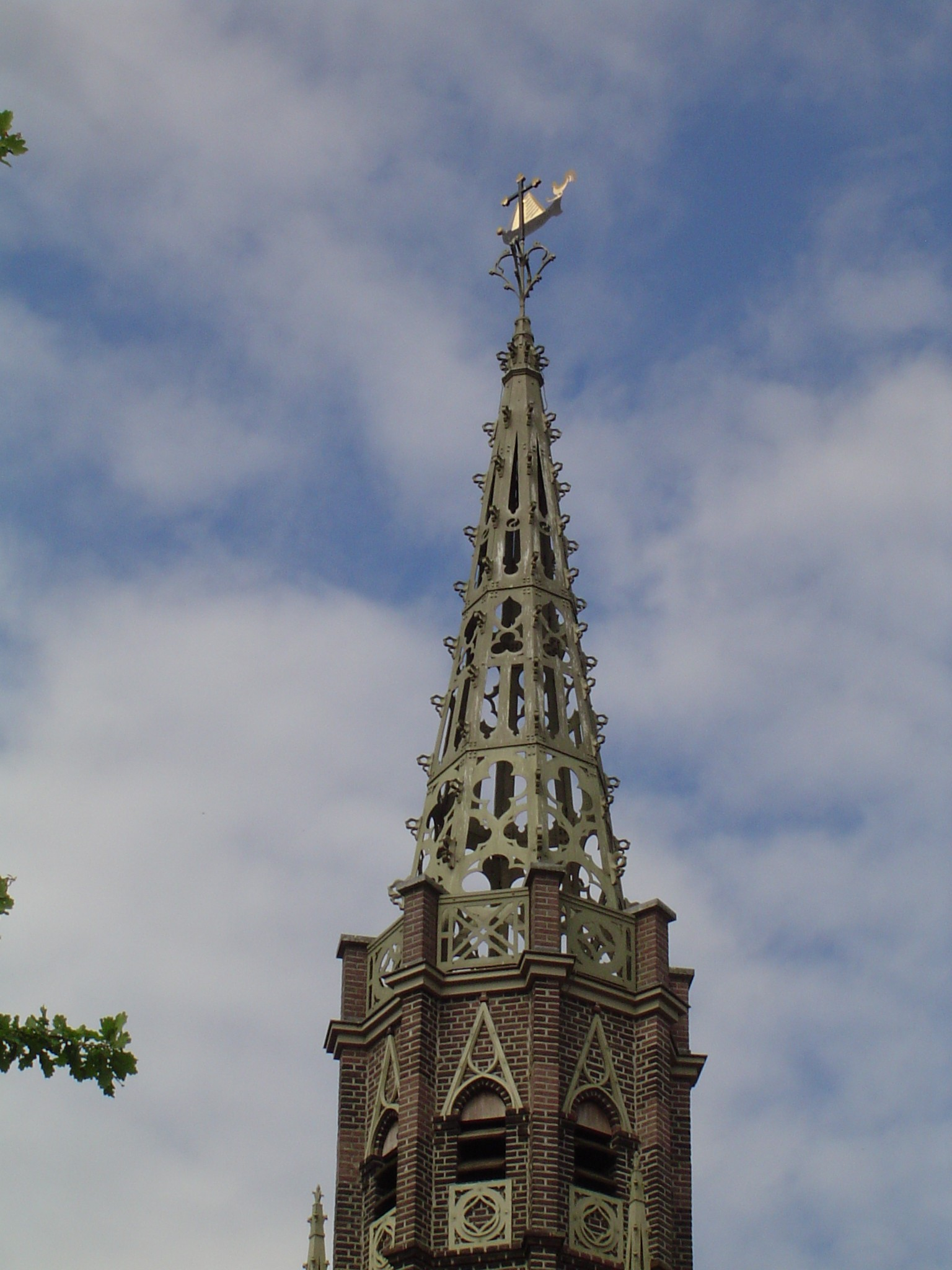
Overlangel, flèche surmontée d'un bateau à voile.

Dès 1500, Overlangel possédait une ancienne chapelle consacrée à St. Antoine, qui tombait sous la paroisse d'Herpen. En 1814 on la remplace par une chapelle plus grande. En 1854, des riches marchands payent au village une vraie église néogothique, remplaçant la chapelle. À l'occasion de sa consécration, toujours à St. Antoine, Overlangel devient une paroisse, indépendant de l'église de Herpen. L'église a une flèche remarquable de fer de fonte avec un bateau au sommet.
Le village avait une confrérie de St-Antoine qui possédait de vrais trésors religieux. Pendant les années néfastes, la confrérie est dissoute et ces trésors sont vendus et dispersés.